# 国立七中
全稱國立第七中學，乃是在中国（当时为中華民國）抗日战争期间，一所由山西省籍贯的师生为主遷移至陕西省汉中市洋县，以洋县县城五云宫校为学校本部，下设置一分校（县城以西30华里的智果寺）、二分校（县城西40华里良马寺）。国立第七中学首任校长是张国瑞先生。

## 沿革
- 1937年，“七七事变”爆发，日寇长驱直入,北平、河北、山东、山西相继沦陷，大批难民和中学爱国师生涌入西安。
- 次年，在山西各界人士争取下，国民政府批准成立国立山西中学招收大批山西流亡学生，觅址洋县五云宫、智果寺、良马寺栖身办学。同年6月，经过编班、分组，师生共千余人分三批跋山涉水向目的地进发。先是乘火车到宝鸡，然后，徒步翻越秦岭，途经凤县、双石铺、留坝、褒城到达汉中。
- 校本部设在五云宫，这里是全校的核心所在，修葺工程尚未完工，同学们临时居住在城内的鼓楼和城隍庙内。如今早已被毁的五云宫原是一座道教宫观，位于洋县城内东南隅，座东向西，与南门附近的唐塔相望。但它始建于何时，已不可考。设校之前，这里残破不堪，既无围墙，又无殿堂，仅在中轴线上留下一个戏台，距戏台东面四、五十米外有一座三层楼阁建筑在一米多高的台基上，二者之间的甬道上有几棵枝叶稀疏的古柏，中轴线两侧还有零零星星几间厢房。由于年久失修，所有建筑门窗俱无。当校本部选定此处后，聘请工匠，就地取材，房顶用茅草铺成，仅用3个月时间就修造出了一排排整齐的土木结构明亮的校舍。校本部设有高中3个年级6个班。
- 学校一分校设在县城西30华里的智果寺。智果寺是始建于唐仪凤年间（676年－679年）陕南著名的佛教胜地，此处为初中部一年级所在地，后来曾增设过师范部和高中部。寺内的殿堂、房舍大部分被用作教室和学生宿舍，寺外西南、东北方向的三座祠堂也都临时借作教室。
- 二分校在县城西40华里的良马寺，建于元代中统二年（1261年）的古刹良马寺。内住着初中二、三年级，最多时有8个班400余人。
- 1939年5月，按战区国立中学排序要求，国立山西中学更名为“国立第七中学”。
- 1945年8月15日，历八年抗战遂告结束，学校通知：若要到外地求学者，可以前往，若返回者，只要七中继续存在，亦可接收。国立七中着手在山西复校，然则国共内战再度发生，山西政局更是不稳，故国府方面告知：国立七中原址办学，暂时不复校。由于刚刚历经八载抗战，国共内战亦随即发生，物资极其贫乏，物价暴涨，学校经费奇缺，教师待遇微薄，学生得不到家庭的接济，师生的生活十分艰苦。诸师生修建教室、宿舍、操场和校园。课本是由学校借给，两人一本，用完交回，以便下届同学再用。作业本都是学生自购毛边纸或麻纸装订。墨水用颜料自己冲配。买个笔尖绑在竹棍上作钢笔用。晚上，四人围在一盏桐油灯旁，自习在深夜。伙食十分简劣，一日两餐，一顿稀饭一顿汤面条，还经常“拉警报”（抢饭），隔几日才能吃一顿糙米饭或馒头。偶然能买个烧饼充饥。当时学校里流传着一个顺口溜：“一日两餐两顿稀，小便几回肚里饥，八人一碗水煮菜，刻苦学习志不移。”这恰如当时的真实写照。同学们所穿的土衣衣服，补了又补，无补丁者极为罕见；对所穿草鞋，也十分爱惜，打球时脱下来赤脚上阵。夏日蚊虫多、气候潮湿，同学们无蚊帐，卫生条件又差，患疟疾、痢疾、疥疮、伤寒者甚多。但艰苦的生活却磨炼了师生们坚韧不拔的意志。正如当时校本部五云宫大门口的一幅对联所写：“秦岭西来，到此间气象展开，士品须从宏阔立；汉江东去，任终古波涛汹涌，文风力向上游争。”同学们领会，“宏阔立”就是要有“先忧后乐的胸怀，为抗日不怕吃苦”。“上游争”是指“要立志刻苦攻读，学到建设祖国的真本领。”
- 物资条件虽差，但七中的课余文体活动，却十分活跃。蓝、排、垒球场上奔腾欢跃，各类球赛不断。每年五月十七日校庆时，都要举行运动会，平时也都注意锻炼，增强体质。同学们自由结合，组织读书社、学社、墙报社、画报社等学术文艺团体，通过墙报，讲演会、辩论会等活动，作为交流思想、互相砥砺、切磋学习、练习写作的园地。学校里有歌咏队、话剧、京剧、蒲剧、豫剧等剧团和国乐社等，经常演出。话剧曾演出过：《雷雨》、《家》、《风雪夜归人》等名剧。戏曲和国乐演出时，师生同台献艺，大显身手。这一切，都大大活跃了紧张的学习空气，丰富了校园生活，陶冶了师生情操。

- 校门上书写对联：“顶天立地   继往开来”，
- “滴自己的汗，吃自己的饭，自己的事情自己干，靠人靠天靠祖先，都不算好汉；”
- “悲人类的灾，悯人类的难，人类的疾苦共相关，爱人爱物爱世界，才是好青年。”

此為国立七中第一任校长张国瑞先生撰写的一副对联。
- 1947年，“七中 ‘三·二九’事件”（原重庆《新华日报》曾作报道）的发生，致使校本部五云宫部分校舍被纵火焚烧，校本部被迫于同年5月迁往汉中十八里铺杨家庵办学。直至1949年，与在城固县的国立一中（以河北学生为主）和国立二十二中（以山东学生为主）合并为汉中临时中学。

- 中共建政后，在原第一分校智果寺原址继续办学，是洋县智果中学所在地，然而智果中学于2011年底迁入洋县县城，在距离原来国立七中校本部五云宫旧址不远处的洋县城关中学（建校于1984年）内，整合改为洋县第二高级中学。原第二分校地址為良馬寺小學，直至21世紀初期校區整併而撤。

## 校歌
- 《国立七中校歌》  由第三任校长杨德荣先生所作

歌云：
天降大任，劳苦先经，懿于七中，志士群英。

钻研于秦岭汉水之间，阔怀于陕甘川楚之边。

勿忘祖宗奇耻，时念民族颠涟。遵循礼义廉耻的宝训，实践诚明仁行的道传。

激励奋发，秋实春花，互助共勉，效力国家，复兴我五千年灿烂的中华！

## 对抗战之意义
国立七中建校12年间，历经六任校长，先后建制初、高中部、职业班和师范部，设教学班86个，学生除山西籍的之外，还有分布全国21个省市和洋县本地的学生共3500多人，为当时中国在艰难之环境培养中等教育水平的学生，乃是教育救国之重要。
- 培养造就了大批具有中等文化知识，品学兼优的后学人才，他们或就业，或进入大学深造，这里面包括后来的成为知名的自然科学史学家，天文学家席泽宗先生（当时在二分校就读初中），大量学生毕业后参与抗战，甚至远赴缅甸，成为中国远征军成员，也有参与蒋经国參與訓練的中国青年军。
- 据史料记载，时任国民政府教育部部长的陈立夫、国民党元老于右任曾亲临国立七中勉励诸位师生，直至民国八十五年（1996年）已渝九十八岁高龄，仍在台湾的国民党知名人士陈立夫先生还特意为将至的国立七中建校六十周年题写“育才兴国”贺词。

- 健在的老校友们通过建立校友会等形式，数经筹备，于原一分校的所在的地智果寺院内建两层楼一座，时任中共陕西省委书记的程安东先生题写“校史展馆”，2005年8月，编辑出版了 《国立第七中学校史》一书存世。

## 歷任校長

### 首任校长张国瑞
- 张国瑞先生，（1893年2月——1984年2月14日）山西芮城南碾村人。被誉为山西教育界的实干家。[2]

张国瑞早年抱有“教育救国”之思想，1917年毕业于山西省立农业专门学校后，在亲友帮助下，自费东渡日本求学，一年后，考取日本东京高等师范学校的官费生。继续求学于东京高等师范学校，被选为山西省旅日同学同乡会会长。
- 1925年初，从日本回国，担任嘉康杰创办的河东中学教务主任、中山中学校长。后在太原创办友仁中学，还担任过山西省立教育学院教授兼教务主任，山西大学及山西省立法学院教授[3][4]。
- 1934年任山西省第二中学（后改为山西省立运城中学)校长，制定了“知耻力行"的校训和校歌。
- 1937年，倭寇大举侵华，太原沦陷后，友仁中学奉命解散。他携带家眷到了陕西西安，曾在国立甘肃中学任教。1938年4月，调任国立山西中学校务委员兼校长。（注：1939年5月，按战区国立中学排序要求，国立山西中学更名为“国立第七中学”。简称“国立七中”。）[5]
- 1939年1月，调任重庆，在国立编译馆从事学术研究工作。1945年7月，又调回国立七中(即原来的国立山西中学)任校长。
- 1947年春，到开封河南大学任教授，讲授教育学和伦理学。
- 1948年暑期到中华民国考试院，在考选委员会和改组后的考选部任专门委员，主持省、市高考命题、监堂、评卷等工作。
- 国共内战期间，随考选部辗转到广西、重庆。
- 中共建政后，于1950年3月，在西南民政部设立的训练班学习了两个月，又到西南革命大学继续学习。10月底分配工作时，他自愿回山西，应邀到山西省人民政府，安排在太原五中任语文教师，直到1965年先生以73岁的高龄退休。
- 张国瑞先生于1984年2月14日病逝于陕西西安，享年92岁。

## 校友
“国立七中”诸多校友自发组织成立了“国立七中校友会”，并于1993年报洋县民政局批准，总部设于西安邮电大学，在辽宁、山西太原、四川成都、山东、重庆、新疆等近20个省市设立了分会，全国共24个分会，亦在美国成立了“旅美七中校友联谊组”。“国立第七中学校友总会”现任会长乃是西安邮电大学离休教授侯建文先生（2010年）。
- 席泽宗
  - 初中阶段在国立七中二分校(即洋县良马寺处)就读，1941年9月21日日全食引发他对天文学的兴趣启蒙。高中阶段在国立西北师范学院附属中学（时已迁至甘肃兰州）就读，后入读中山大学（广州），著名自然科学史学家、天文学家，中国科学院院士，曾任中国科学院自然科学史研究所所长[6]。

- 张树庭 香港中文大学荣休教授，国际著名蕈菌学家、国际生物技术学院院士、世界蕈菌生物学及其产品学会副主席、英国官佐勋爵，“国际药用菌之父”[7][8]。
  - 1953年获国立台湾大学理学学士学位，
  - 1958年获美国威斯康辛大学理学硕士学位，
  - 1960年获美国威斯康辛大学哲学博士学位，
  - 1966年～1967年任哈佛大学资深博士研究员，
  - 1960年应邀来香港中文大学任教，历任讲师、副教授、教授，生物系主任、讲座教授。张树庭教授一直致力于学术，尤在蕈菌研究上[9]。
  - 2005年10月在美国召开的第三届国际药用菌大会上，被组委会尊为“国际药用菌之父”。张教授著述甚丰，出版涉及蕈菌遗传及育种、分类、生理生化及栽培技术、营养、滋补及药疗等方面的专著21部，并在国际著名专业杂志上发表论文200余篇。张树庭教授于1930年出生于中华民国山西，1995年荣休，现定居澳大利亚。
  - 2010年9月30日，“庆祝国际著名蕈菌学家张树庭教授八十华诞学术研讨会”在中国北京首都大酒店隆重举行。筹备委员会主席乃是李玉（中国工程院院士）。

- 候锋
  - 毕业于北京农业大学园艺系，蔬菜育种专家，中国工程院院士、中国科学大会奖获得者、中华农业英才奖获得者，天津市农业科学研究所，著名的“黄瓜大王”，农业部科学技术委员会委员，中国园艺学会黄瓜研究会主任，天津市园艺学会理事长，第六、七、八届全国政协委员等职[10]。

- 侯建文
  - 西安邮电学院（现西安邮电大学）教授，社会活动家。国立七中校友总会会长（2010年），1952年毕业于西北大学物理系。是九三学社社员，中国物理．电子．太阳能学会会员，陕西物理学会理事，中国物理学会高工专分会常委。曾任《职业技术物理》．《世界职业技术教育》等杂志主编、编委；屡次担任陕西省科技进步奖评委主要著作有：《高工专物理学》（上、下册），《普通物理题解》，《物理学》，《物理教学参考书》《电学与磁学》（译著）等。候锋院士乃是侯教授四哥。侯建文教授于1930年11月5日生于山东平度。

- 景克宁
- 原名景彦良，著名学者、哲学教授、演讲艺术家、教育艺术家[11]。
  - 1924年11月生于山西省运城，1942年考入陕西国立高等专科学校后，1943年至1948年，他先后在西安《西京平报》、《华北新闻》、天津《民生导报》、北京《大众报》担任记者、采访主任、编辑主任、主编等职。
  - 1949年春，在国共内战大局已定，中共军队南渡长江之际，乃赴当时尚在国府控制的南京出任“左”倾报刊《大江晚报》总编辑，中共军队渡江之后，书写了的社论《天亮了》。1950年，执教于上海美术专科学校，教授马克思主义哲学。然而就是这样一位思想上支持中共的他却在1957年被错划为右派。“文革”期间，又以“现行反革命罪”判处死刑，后改判刑期20年。然有幸乃是“文革”终结，1979年5月冤案昭雪，被无罪释。
  - 1980年夏从上海回到运城，执教于运城师范高等专科学校中文系（现运城学院中文系），恢复了教授职称。后被中共中宣部授予的“全国优秀青年思想教育工作者”，同时担任清华大学、中山大学等43所高校的兼职教授，享受国务院政府特殊津贴的专家。在国内教育文化界享有崇高声誉。
  - 于2006年3月2日19时整因疾而终，享年82岁。他也是辛亥革命元老、著名学者景梅九之孙。

- 张汝范
  - 生于1931年， 原中国民主同盟北京市委常委、秘书长，原北京市政协常委、副秘书长，原中国空间技术研究院（即：航空航天工业部(现为中国航天工业总公司)第五研究院）高级工程师。在1948年中共尚未建政之前加入中国民主同盟，当时还身在国统区，后来由国立七中在中共建政后考取国立西北师范学院（当时已经由陕西汉中城固迁入甘肃兰州），为中共建政后首批大学生，并且担任国立西北师范学院《师范日报》编委兼社论股股长，兰州市学生会副主席兼学习部部长。
  - 1951年，远赴朝鲜参与韩战，自认为是“响应毛主席伟大大号召”“抗美援朝 保家卫国”，1952年6月加入新民主义青年团，自己渴望加入中国共产党，然迟至1984年6月才加入。在中共在北京郊区修建十三陵水库因为劳累腰部受伤，后入住积水潭医院达两个月之久。
  - 在1965年文革前夕，中共激进分子姚文元在1965年11月于上海通过《文汇报》长篇大论《评新编历史剧<海瑞罢官>》，矛头指向吴晗先生，令吴晗先生倍感冤屈。此时张汝范，因出于正义，愤愤不平，乃出文章，给予反驳，言辞激烈。被称为第一个质疑姚文元歪理邪说的有识之士，然却被中国科学院四清工作组，将张先生列为“重点对象”，便接受“审查”，遭到“批斗”，人格不得不受到侮辱，乃受到株连之祸，迟至1978年10月17日，乃得以官方正式平反[12]。
  - 1992年1月，张汝范先生由航天工业部司局级干部岗位离休。然张先生根据“统一战线工作需要”，1992年后进入北京市政协，民盟北京市委常委、秘书长，原北京市政协常委、副秘书长，历任统战要职，直至1998年二次离休[13]。
  - 1999年《张汝范文集》由北京科技出版社出版。张汝范先生参与撰写的《当代中国的国防科技事业》荣获1994年度国防科工委科技进步一等奖。

- 刘丕绩
- 冶金炼钢专家。刘先生在任太原钢铁厂（现太原钢铁（集团）有限公司）第三炼钢厂副厂长兼主任工程师于1958年2月26日,受时任全国人大常委会委员长刘少奇亲临指导，并合影留念。

- 张幼峰   在1984年7月至1991年4月期间，任中共中山大学党委书记[14][15]。

- 段朝黎
- 著名教育家，曾任西安大学校长。（西安大学由西安市政府于1980年举办的全日制地方性综合大学，1990年与西安师范专科学校组建为西安联合大学，1999年后伴随着中国大陆新一轮中国大陆高校扩招情势，2003年，撤销西安联合大学，参与组建现今的西安文理学院。）

- 李林绪   桥梁工程师兼大学教授，其女乃是李修平女士，乃是中国大陆之中国中央电视台《新闻联播》播音员。

- 薛鸿林   实业家、教育家。乃于抗战期间在国立七中任理化教师。
- 胡竟田        原名胡如璋，陕西师范大学原体育系主任、教授。1938年抗日烽火中家乡沦陷，流浪到陕西汉中。1940年至1948年7月先后在汉中凹口寺西北儿童教养院、洋县国立七中等校上学。

## 外部連結
- 抗战时期的国立七中（页面存档备份，存于）來自：漢中市檔案信息網2009-12-28